# Giorgio Duboin
Giorgio Duboin (ur. 30 września 1959) – włoski brydżysta z tytułem World Grand Master w kategorii Open (WBF) oraz European Grand Master i  European Champion w kategoriach Open i Mixed (EBL).
Wiele lat jego stałym partnerem był Norberto Bocchi. Obecnie najczęściej grywa z Antonio Sementą. Jest profesjonalnym brydżystą.
Od roku 2007 jest członkiem Komitetu Systemów EBL (EBL Systems Committee). Od roku 2010 jest członkiem Komitetu Mistrzostw (WBF Championship Committee) oraz członkiem Komisji Profesjonalnych Brydżystów (WBF High Level Players Commission).
Ma żonę Eleonorę i syna Franco.

## Wyniki brydżowe

### Olimpiady
Na olimpiadach uzyskał następujące rezultaty:
| Olimpiady brydżowe. Zawody teamów | Olimpiady brydżowe. Zawody teamów | Olimpiady brydżowe. Zawody teamów    | Olimpiady brydżowe. Zawody teamów | Olimpiady brydżowe. Zawody teamów | Olimpiady brydżowe. Zawody teamów |
| Rok                               | Miejsce                           | Zawody                               | Kategoria                         | Drużyna                           | Pozycja                           |
| --------------------------------- | --------------------------------- | ------------------------------------ | --------------------------------- | --------------------------------- | --------------------------------- |
| 2012                              | Lille                             | 2. Olimpiada Sportów Umysłowych      | Open                              | Italy                             | 5                                 |
| 2008                              | Pekin                             | 1. Olimpiada Sportów Umysłowych      | Open                              | Italy                             | 1                                 |
| 2004                              | Stambuł                           | 12. Olimpiada Teamów                 | Open                              | Italy                             | 1                                 |
| 2002                              | Salt Lake City                    | 4. Mistrzostwa o Wielką Nagrodę MKOL | Open                              | Italy                             | 3                                 |
| 2000                              | Lozanna                           | 3. Mistrzostwa o Wielką Nagrodę MKOL | Open                              | Italy                             | 2                                 |
| 2000                              | Maastricht                        | 11. Olimpiada Brydżowa               | Open                              | Italy                             | 1                                 |
| 1998                              | Lozanna                           | 1. Mistrzostwa o Wielką Nagrodę MKOL | Open                              | Italy                             | 6                                 |
| 1996                              | Rodos                             | 10. Olimpiada Teamów                 | Open                              | Italy                             | 5                                 |
| 1992                              | Salsomaggiore                     | 9. Olimpiada Teamów                  | Open                              | Italy                             | 11                                |
| 1984                              | Seattle                           | 7. Olimpiada Teamów                  | Open                              | Italy                             | 5                                 |

### Zawody światowe
W światowych zawodach zdobył następujące lokaty:
| Mistrzostwa Świata. Konkurencja teamów | Mistrzostwa Świata. Konkurencja teamów | Mistrzostwa Świata. Konkurencja teamów | Mistrzostwa Świata. Konkurencja teamów | Mistrzostwa Świata. Konkurencja teamów | Mistrzostwa Świata. Konkurencja teamów |
| Rok                                    | Miejsce                                | Zawody                                 | Kategoria                              | Drużyna                                | Pozycja                                |
| -------------------------------------- | -------------------------------------- | -------------------------------------- | -------------------------------------- | -------------------------------------- | -------------------------------------- |
| 2013                                   | Nusa Dua                               | 41. Mistrzostwa Świata Teamów          | Open                                   | Italy                                  | 1                                      |
| 2011                                   | Veldhoven                              | 40. Mistrzostwa Świata Teamów          | Open                                   | Italy                                  | 3                                      |
| 2010                                   | Filadelfia                             | 13. Seria Mistrzostw Świata            | Open                                   | Lavazza                                | 9                                      |
| 2009                                   | São Paulo                              | 39. Mistrzostwa Świata Teamów          | Open                                   | Italy                                  | 2                                      |
| 2007                                   | Szanghaj                               | 38. Mistrzostwa Świata Teamów          | Open                                   | Italy                                  | 5                                      |
| 2006                                   | Werona                                 | 12. Mistrzostwa Świata                 | Open                                   | Lavazza                                | 17                                     |
| 2005                                   | Estoril                                | 37. Mistrzostwa Świata Teamów          | Open                                   | Italy                                  | 1                                      |
| 2003                                   | Monte Carlo                            | 36. Mistrzostwa Świata Teamów          | Open                                   | Italy                                  | 2                                      |
| 2002                                   | Montreal                               | 11. Mistrzostwa Świata                 | Open                                   | Lavazza                                | 1                                      |
| 2001                                   | Paryż                                  | 35. Mistrzostwa Świata Teamów          | Open                                   | Italy                                  | 4                                      |
| 2000                                   | Southampton                            | 34. Mistrzostwa Świata Teamów          | Trans                                  | De Falco                               | 8                                      |
| 2000                                   | Southampton                            | 34. Mistrzostwa Świata Teamów          | Open                                   | Italy                                  | 5                                      |
| 1998                                   | Lille                                  | 10. Mistrzostwa Świata                 | Open                                   | Bernasconi                             | 9                                      |
| 1997                                   | Hammamet                               | 33. Mistrzostwa Świata Teamów          | Open                                   | Italy                                  | 5                                      |
| 1982                                   | Biarritz                               | 6. Mistrzostwa Świata                  | Open                                   | Torlontano                             | 18                                     |

| Mistrzostwa Świata. Konkurencja par | Mistrzostwa Świata. Konkurencja par | Mistrzostwa Świata. Konkurencja par | Mistrzostwa Świata. Konkurencja par | Mistrzostwa Świata. Konkurencja par | Mistrzostwa Świata. Konkurencja par |
| Rok                                 | Miejsce                             | Zawody                              | Kategoria                           | Partner                             | Pozycja                             |
| ----------------------------------- | ----------------------------------- | ----------------------------------- | ----------------------------------- | ----------------------------------- | ----------------------------------- |
| 2006                                | Werona                              | 12. Mistrzostwa Świata              | Miksty                              | Maria Teresa Lavazza                | 48                                  |
| 2006                                | Werona                              | 12. Mistrzostwa Świata              | Open                                | Norberto Bocchi                     | 15                                  |
| 1998                                | Lille                               | 10. Mistrzostwa Świata              | Miksty                              | Maria Teresa Lavazza                | 36                                  |
| 1998                                | Lille                               | 10. Mistrzostwa Świata              | Open                                | Norberto Bocchi                     | 12                                  |
| 1986                                | Miami Beach                         | 7. Mistrzostwa Świata               | Open                                | Guido Ferraro                       | 11                                  |

| Mistrzostwa Świata. Konkurencja indywidualna | Mistrzostwa Świata. Konkurencja indywidualna | Mistrzostwa Świata. Konkurencja indywidualna | Mistrzostwa Świata. Konkurencja indywidualna | Mistrzostwa Świata. Konkurencja indywidualna | Mistrzostwa Świata. Konkurencja indywidualna |
| Rok                                          | Miejsce                                      | Zawody                                       | Kategoria                                    | Pozycja                                      |                                              |
| -------------------------------------------- | -------------------------------------------- | -------------------------------------------- | -------------------------------------------- | -------------------------------------------- | -------------------------------------------- |
| 2004                                         | Werona                                       | 6. Indywidualne Mistrzostwa Świata           | Open                                         | 21                                           |                                              |
| 2000                                         | Ateny                                        | 5. Indywidualne Mistrzostwa Świata           | Juniorzy                                     | 22                                           |                                              |
| 1998                                         | Ajaccio                                      | 4. Indywidualne Mistrzostwa Świata           | Open                                         | 16                                           |                                              |

### Zawody europejskie
W europejskich zawodach zdobył następujące lokaty:
| Zawody europejskie. Konkurencja teamów | Zawody europejskie. Konkurencja teamów | Zawody europejskie. Konkurencja teamów   | Zawody europejskie. Konkurencja teamów | Zawody europejskie. Konkurencja teamów | Zawody europejskie. Konkurencja teamów |
| Rok                                    | Miejsce                                | Zawody                                   | Kategoria                              | Drużyna                                | Pozycja                                |
| -------------------------------------- | -------------------------------------- | ---------------------------------------- | -------------------------------------- | -------------------------------------- | -------------------------------------- |
| 2014                                   | Mediolan                               | 13. Puchar Europy                        | Open                                   | G.S. Allegra - Italy                   | 1                                      |
| 2013                                   | Opatija                                | 12. Puchar Europy                        | Open                                   | G.S. Allegra - Italy                   | 1                                      |
| 2012                                   | Ejlat                                  | 11. Puchar Europy                        | Open                                   | G.S. Allegra - Italy                   | 1                                      |
| 2012                                   | Dublin                                 | 51. Mistrzostwa Europy Teamów            | Open                                   | Italy                                  | 3                                      |
| 2011                                   | Bad Honnef                             | 10. Puchar Europy                        | Open                                   | G. S. Allegra - Italy                  | 1                                      |
| 2010                                   | Ostenda                                | 50. Mistrzostwa Europy Teamów            | Open                                   | Italy                                  | 1                                      |
| 2009                                   | Paryż                                  | 8. Puchar Europy                         | Open                                   | Allegra - Italy                        | 7                                      |
| 2009                                   | San Remo                               | 4. Otwarte Mistrzostwa Europy            | Open                                   | Lavazza                                | 97                                     |
| 2009                                   | San Remo                               | 4. Otwarte Mistrzostwa Europy            | Miksty                                 | Lavazza                                | 9                                      |
| 2008                                   | Pau                                    | 49. Mistrzostwa Europy Teamów            | Open                                   | Italy                                  | 5                                      |
| 2006                                   | Rzym                                   | 5. Puchar Europy                         | Open                                   | Bcat-Italy                             | 3                                      |
| 2006                                   | Warszawa                               | 48. Mistrzostwa Europy Teamów            | Open                                   | Italy                                  | 1                                      |
| 2005                                   | Bruksela                               | 4. Puchar Europy Teamów                  | Open                                   | Bcat-Italy                             | 3                                      |
| 2005                                   | Teneryfa                               | 2. Otwarte Mistrzostwa Europy            | Open                                   | Lavazza                                | 68                                     |
| 2005                                   | Teneryfa                               | 2. Otwarte Mistrzostwa Europy            | Miksty                                 | Lavazza                                | 55                                     |
| 2004                                   | Barcelona                              | 3. Puchar Europy                         | Open                                   | Bcat-Italy                             | 3                                      |
| 2004                                   | Malmö                                  | 47. Mistrzostwa Europy Teamów            | Open                                   | Italy                                  | 1                                      |
| 2003                                   | Mentona                                | 1. Otwarte Mistrzostwa Europy            | Miksty                                 | Lavazza                                | 86                                     |
| 2003                                   | Mentona                                | 1. Otwarte Mistrzostwa Europy            | Open                                   | Lavazza                                | 17                                     |
| 2002                                   | Warszawa                               | 1. Puchar Europy Teamów                  | Open                                   | Italy                                  | 1                                      |
| 2002                                   | Salsomaggiore                          | 46. Mistrzostwa Europy Teamów            | Open                                   | Italy                                  | 1                                      |
| 2002                                   | Ostenda                                | 7. Mistrzostwa Europy Mikstów            | Miksty                                 | Lavazza                                | 1                                      |
| 2001                                   | Teneryfa                               | 45. Mistrzostwa Europy Teamów            | Open                                   | Italy                                  | 1                                      |
| 2000                                   | Bellaria                               | 6. Mistrzostwa Europy Mikstów            | Miksty                                 | Lavazza                                | 12                                     |
| 1999                                   | Malta                                  | 44. Mistrzostwa Europy Teamów            | Open                                   | Italy                                  | 1                                      |
| 1997                                   | Montecatini                            | 43. Mistrzostwa Europy Teamów            | Open                                   | Italy                                  | 1                                      |
| 1991                                   | Killarney                              | 40. Mistrzostwa Europy Teamów            | Open                                   | Italy                                  | 5                                      |
| 1985                                   | Salsomaggiore                          | 37. Mistrzostwa Europy Teamów            | Open                                   | Italy                                  | 10                                     |
| 1984                                   | Hasselt                                | 9. Młodzieżowe Mistrzostwa Europy Teamów | Juniorzy                               | Italy                                  | 2                                      |
| 1982                                   | Salsomaggiore                          | 8. Młodzieżowe Mistrzostwa Europy Teamów | Juniorzy                               | Italy                                  | 9                                      |
| 1980                                   | Kefar ha-Makkabbi                      | 7. Młodzieżowe Mistrzostwa Europy Teamów | Juniorzy                               | Italy                                  | 12                                     |

| Zawody europejskie. Konkurencja par | Zawody europejskie. Konkurencja par | Zawody europejskie. Konkurencja par | Zawody europejskie. Konkurencja par | Zawody europejskie. Konkurencja par | Zawody europejskie. Konkurencja par |
| Rok                                 | Miejsce                             | Zawody                              | Kategoria                           | Partner                             | Pozycja                             |
| ----------------------------------- | ----------------------------------- | ----------------------------------- | ----------------------------------- | ----------------------------------- | ----------------------------------- |
| 2005                                | Teneryfa                            | 2. Otwarte Mistrzostwa Europy       | Mikst                               | Maria Teresa Lavazza                | 198                                 |
| 1999                                | Warszawa                            | 10. Mistrzostwa Europy Par          | Open                                | Norberto Bocchi                     | 2                                   |
| 1996                                | Monte Carlo                         | 4. Mistrzostwa Europy Mikstów       | Mikst                               | Marinella Canesi                    | 260                                 |
| 1989                                | Salsomaggiore                       | 5. Mistrzostwa Europy Par           | Open                                | Guido Ferraro                       | 11                                  |

## Klasyfikacja
- Giorgio Duboin – klasyfikacja WBF (ang.)
- Giorgio Duboin – klasyfikacja EBL (ang.)